# Paradoxococcus mcdanieli
Paradoxococcus mcdanieli är en insektsart som beskrevs av Mckenzie 1962. Paradoxococcus mcdanieli ingår i släktet Paradoxococcus och familjen ullsköldlöss. Inga underarter finns listade i Catalogue of Life.